# Elazar ben Moshe Azikri
Elazar ben Moshe Azikri, in ebraico אלעזר בן משה  אזכרי‎?, anche Elazar Azkari (Safad, 1533 – Safad, 1600), ebreo sefardita, talmudista, cabalista e poeta, nacque in Terra di Israele dopo che la famiglia si stabilì a Safed in seguito all'espulsione dalla Spagna nel 1492 .

## Biografia
Rabbi Elazar studiò la Torah con Rabbi Yosef Sagis e Rabbi Jacob Berab. Stimato come uno dei più importanti intellettuali e talmudisti dell'epoca (insieme a Yosef Karo, Moshe Cordovero, Isaac Luria, et al.), nel 1588 fondò il movimento "Sukat Shalom" per esortare gli ebrei alla devozione alla religione.
Rabbi Elazar morì nel 1600 ed è sepolto a Safed, in Israele.

## Opere
Il libro di Rabbi Elazar, Sefer Haredim (in ebraico ספר חרדים‎?), stamato dopo la sua morte nel 1600, è considerato una delle opere principali di deontologia ebraica.
Scrisse inoltre un commentario dei trattati Betzah e Berachot del Talmud di Gerusalemme.
Il Piyyut (poema liturgico) Yedid Nefesh (ידיד נפש) usualmente cantato durante lo Shabbat, fu composto da Rabbi Elazar.